# Tarkamolyfélék
A tarkamolyfélék (Plutellidae) a valódi lepkék (Glossata) alrendjébe tartozó Yponomeutoidea öregcsalád egyik családja.
Közepes méretű molylepkék nagyon sok fajjal, amelyek közül hazánkban nyolc él. Korábban ebbe a családba sorolták azokat a fajokat is, amelyeket később az ívelt szárnyú tarkamolyfélék (Ypsolophidae) családjába vontak össze. A fiatal hernyók aknáznak, később ablakot rágnak a tápnövény levelébe, majd a levélen fényes gubóban alakulnak bábbá (Mészáros, 2005).

## Rendszertani felosztásuk
A családot hatvankilenc nemre tagolják:
- Anadetia
- Angoonopteryx
- Anthonympha
- Antispastis
- Araeolepia
- Arrhetopista
- Automachaeris
- Bahrlutia
- Cadmogenes
- Calliathla
- Caunaca
- Charitoleuca
- Charixena
- Chrysorthenches
- Circoxena
- Conopotarsa
- Diastatica
- Diathryptica
- Dieda
- Digitivalva
- Distagmos
- Dolichernis
- Doxophyrtis
- Eidophasia
  - kakukktorma-moly (Eidophasia messingiella Fischer von Röslerstamm, 1842) – hazánkban általánosan elterjedt, de nem tudni, min él (Fazekas, 2001; Buschmann, 2003; Pastorális, 2011; Pastorális & Szeőke, 2011);
  - ritka tarkamoly (Eidophasia syenitella, E. zukowskyi Herrich-Schäffer, 1854) – hazánkban szórványos (Pastorális, 2011)
- Embryonopsis
- Endozestis
- Eudolichura
- Eumachaeristis
- Genostele
- Gypsosaris
- Harpeptila
- Helenodes
- Hyperxena
- Inuliphila
- Lepocnemis
- Leuroperna
- Leurophanes
- Leuroptila
- Lunakia
- Melitonympha
- Napecoetes
- Niphodidactis
- Orthenches
- Orthiostola
- Paraphyllis
- Paraprays
- Paraxenistis
- Phalangitis
- Philaustera
- Phrealcia
- Phylacodes
- Pliniaca
- Plutella
  - estikerágó tarkamoly (Plutella porrectella L., 1758) – Magyarországon közönséges (Horváth, 1997; Pastorális, 2011);
  - káposztamoly (Plutella xylostella L., 1758 = P. maculipennis Curtis, 1832) – Magyarországon közönséges; egyes években jelentős kárt okoz (Horváth, 1997; Fazekas, 2001; Buschmann, 2003; Mészáros, 2005; Pastorális, 2011; Pastorális & Szeőke, 2011);
- Plutellites
- Polynesa
- Proditrix
- Protosynaema
- Psychromnestra
- Pyrozela
- Rhigognostis (Zeller, 1857)
  - keresztes tarkamoly (Rhigognostis hufnagelii Zeller, 1839) – Magyarországon közönséges (Buschmann, 2003; Pastorális, 2011; Pastorális & Szeőke, 2011);
  - hagymarágó tarkamoly (Rhigognostis incarnatella Steudel, 1873) – hazánkban szórványos (Pastorális, 2011)
  - magyar tarkamoly (Rhigognostis kovacsi Gozmány, 1952) – hazánkban szórványos (Fazekas, 2001; Pastorális, 2011)
  - ikravirág-tarkamoly (Rhigognostis senilella Zetterstedt, 1839) – hazánkban szórványos (Pastorális, 2011)
- Scaeophanes
- Spania
- Spyridarcha
- Stachyotis
- Stichotactis
- Subeidophasia
- Tonza
- Tritymba
- Zarcinia

## Névváltozatok
- tarkamolyok[1]
- tarkamoly-félék[2]